# Торнтон, Сигрид
Си́грид Мадлен То́рнтон (англ. Sigrid Thornton; род. 12 февраля 1959, Канберра) — австралийская актриса кино и телевидения.

## Биография
Родилась в Канберре, Австралия. Её мать, Мерл Торнтон — известная австралийская активистка и борец за права женщин. Отец, Неил Тронтон — деятель науки.
Она выросла в Брисбене, посещала Училище Святого Петра. Два года она жила в Лондоне, где была участницей Театра Юникорн.
В 1975 году она снялась в сериалах «Убийство» и «Четвёртый дивизион». В этом же году она также появилась в сериале «Салливаны» в роли Элизабет «Баффи» Тернбулл.
В 1977 году Торнтон дебютировала в кино в роли Венди в фильме «Ф. Дж. Холден» режиссёра Майкла Торнхилла и в том же году в роли Марии в экранизации колониального австралийского романа Генри Генделя Ричардсона «Обретение мудрости» (1977) режиссёра Брюса Бересфорда. В 1978 году Торнтон появилась в австралийском телевизионном продолжении британских комедийных сериалов «Отец, дорогой отец в Австралии»]. В том же году она сыграла Анжелу в фильме «Снимок» (он же «День после Хэллоуина») режиссёра Саймона Винсера, за эту роль она была номинирована на премию Australian Film Awards за лучшую женскую роль в художественном фильме в 1979 году.
В 1980 году появилась в роли Рослин Коулсон в австралийской телевизионной драме «Заключенный» (известной за рубежом как «Заключенный: Блок камер H»). В 1981 году Торнтон снялась в фильме «Дуэт на четверых». В 1982 году сыграла роли Джессики Харрисон в фильмах «Человек из Снежной реки»] и его продолжении 1988 года «Человек со Снежной реки 2». В 1983 году она отметилась появлением в фильме "Уличный герой. В 1983 году снялась в мини-сериале «Все реки текут».
С 1988 по 1991 год появлялась в роли Амелии Лоусон в американском телесериале «Рай». В 1992 году снялась в фильме Джорджа Т. Миллера «За холмом»]. Снялась в роли Лауры Джой Гибсон в австралийском телесериале «SeaChange» с 1998 по 2000 год, получив награду «Самая выдающаяся актриса» в 1999 и 2000 годах.
Торнтон замужем за актёром Томом Берстоллом и имеет двоих детей: Бэна и Джаза. Также известна своей работой со многими благотворительными организациями.

## Фильмография
Телевизионные работы: «Заключённый» (1979—1980), «Все реки текут» (1983), «SeaChange» (1998—2019) и «Уэнтуорт» (2016—2018). Снялась в американском вестерне «Рай» (1988—1991). А также в фильмах «Снимок» (1979), «Человек из Снежной реки» (1982), «Уличный герой» (1984) и «Лицом к лицу» (2011). Лауреат премии AACTA за лучшую актрису второго плана в телевизионной драме 2015 года «Питер Аллен».
| Год  | Название                  | Роль            |
| ---- | ------------------------- | --------------- |
| 1977 | Ф. Дж. Холден             | Венди           |
| 1977 | Обретение мудрости        | Мария           |
| 1979 | Король двухдневного чуда  | Кристи          |
| 1979 | Снимок                    | Анджела         |
| 1982 | Дуэт на четверых          | Кэролайн Мартин |
| 1982 | Человек из Снежной реки   | Джессика        |
| 1984 | Уличный герой             | Глория          |
| 1985 | Нил Линн                  | Феннимор        |
| 1987 | Слейт, Вин и я            | Бланш Макбрайд  |
| 1987 | Легкие всадники           | Энн             |
| 1988 | Человек со Снежной реки 2 | Джессика        |
| 1992 | За холмом                 | Элизабет        |
| 1997 | Любовь в засаде           | Шелли Кинкэрд   |
| 2011 | Телеграммист              | Барбара Льюис   |
| 2011 | Лицом к лицу              | Клэр Бальдони   |
| 2016 | Кампания по запугиванию   | Вики            |